# Forestare
Forestare est un collectif de musique québécois (Canada) comptant douze guitaristes, deux contrebassistes et un chef d'orchestre.  Avec leur album Forestare, paru en mars 2007, ils ont remporté le prix Félix de l'album instrumental de l'année lors du Gala de l'ADISQ en 2007. Cet album, paru sous l'étiquette Atma Classique, a pour thème l'arbre,.  Il compte onze pièces dont quatre sont l'œuvre de compositeurs du Québec; le chanteur Richard Desjardins y interprète, accompagné par Forestare, ses deux pièces La Maison est ouverte et Les Yankees.  Le deuxième album du collectif, Arauco, est mis en nomination au gala de l'ADISQ 2012 dans la catégorie de l'album instrumental de l'année

## Membres
Les membres du collectif sont : 
- Directeur musical: Pascal Côté
- Directeur artistique et guitare: Alexandre Éthier
- Contrebasse: Mathieu Désy, Gabriel Dufour Laperrière
- Guitare: Simon Auger, Olivier Labossière, Marie-Soleil Fortier, Julie Vincelette, Jonathan Barriault, Charles Gauvin, Francis Brunet Turcotte, Caroline Paradis, François Gauthier, Rodrigo Rubilar